# Tarveroxberget
Tarveroxberget är ett naturreservat i Rättviks kommun i Dalarnas län.
Området är naturskyddat sedan 2011 och är 64 hektar stort. Reservatet består av lövrik skog som växt upp efter en brand på tidigt 1950-tal.